# Bong Kalo
Bong Kaloros (* 18. Januar 1997 in Ambrym) ist ein vanuatuischer Fußballspieler.

## Karriere

### Verein
Von der Teouma Academy wechselte Kalo Anfang 2012 zum Tafea FC. Nach mehr als fünf Jahren verschlug es ihn nach einer Reihe von Probetrainings für die Saison 2018/19 zum Schweizer Amateurklub FC Ascona. Dort hatte er in der fünftklassigen 2. Liga interregional bis zum Ende des Jahres einige Einsätze. Danach kehrte er nach Vanuatu zurück und spielte mit dem Nalkutan FC im Jahr 2018 auch in der OFC Champions League. Anfang 2019 wechselte er nach Fidschi zum Lautoka FC. Seit Sommer 2019 steht er auf Vanuatu beim ABM Galaxy FC unter Vertrag.

### Nationalmannschaft
Mit der U17 von Vanuatu nahm Kalo an der Ozeanienmeisterschaft 2013 teil. Später folgte für ihn mit der U20 die Teilnahme an den Ozeanienmeisterschaften 2014 und 2016. Bei letzterer war er Mannschaftskapitän und erreichte mit seinem Team den Finaleinzug. Zwar verlor man hier mit 0:5 gegen Neuseeland, erreichte aber trotzdem die Qualifikation für die Weltmeisterschaft 2017, bei der er anschließend dabei war und in allen Spielen als Kapitän zum Einsatz kam. Bei dem Turnier erzielte er drei der fünf Tore seiner Mannschaft. Mit der U23 nahm er zudem an den Ozeanienmeisterschaften 2015 und 2019 teil. Bei letzterer erreichte er mit seinem Team den dritten Platz, beim Gruppenspiel gegen Tonga gelang ihm ein Hattrick.
Für die A-Nationalmannschaft debütierte Kalo am 7. November 2015 bei einem 1:1-Freundschaftsspiel gegen Fidschi, bei dem er in der Startelf stand und zur 74. Minute für Jacques Wanemut ausgewechselt wurde. Anschließend kam er auch in der Qualifikation für die Weltmeisterschaft 2018, sowie im nächsten Jahr bei den Pazifikspielen 2017 sowie den Pazifikspielen 2019 zu Einsätzen.
Nach gut drei Jahren Pause folgten ein paar Spiele beim MSG Prime Minister’s Cup 2022 sowie die Teilnahme an der Ozeanienmeisterschaft 2024. Hier erreichte er mit seinem Team das Finalspiel gegen Neuseeland, in dem er jedoch nicht zum Einsatz kam.